# Cavadinha
Cavadinha no futebol é uma técnica utilizada em cobranças de pênaltis onde o jogador, ao invés de chutar a bola em trajetória direta ao gol, dá um toque sutil embaixo da bola, fazendo com que ela suba e caia dentro do gol, enganando o goleiro.

## História
O pênalti estilo cavadinha foi criado pelo jogador tcheco Antonín Panenka, que apresentou esta técnica pela primeira vez ao mundo na final do Campeonato Europeu de 1976, quando venceu o goleiro Sepp Maier na cobrança que deu o título à seleção da Tchecoslováquia.
| “ | "Após cada treino, eu permanecia em campo com os goleiros e fazia apostas, tentando fazer gols em cobranças de falta e pênalti. O vencedor ganhava cerveja ou chocolate. Eu estava perdendo estas apostas, então comecei a pensar numa forma de vencer. Treinei durante dois anos antes de bater aquele pênalti na final da Eurocopa." | ” |

No Brasil, esta jogada ficou famosa com Djalminha, que adotou o estilo em muitas de suas cobranças, desde os tempos de Guarani, depois no Palmeiras e na Espanha pelo La Coruña.
| “ | "No futebol você tem que enganar o adversário. Então quem tem qualidade de enganar o adversário, tem que fazer. A cavadinha eu treinei bastante. Comecei a observar que os goleiros estavam saindo antes e pegando muitos pênaltis, e o meio ficava vazio. Era até uma bola de segurança, porque os goleiros saíam muito antes." | ” |

### Técnica
| “ | "Cavadinha não é tão simples, tem manhas e táticas para executá-la. Você não pode ir devagar. O goleiro espera mais. Em velocidade, o goleiro sai antes e o meio do gol fica aberto." | ” |

Segundo o criador da jogada, "para bater bem você precisa de uma longa preparação, treinar bastante. É preciso ter 1.000% de certeza de que vai marcar. Não se pode subestimar o goleiro. A base do sucesso é o corpo, o movimento, a corrida. É preciso convencer o goleiro de que você vai jogar a bola em algum lado."

### Cavadinhas famosas
A cavadinha pode não ter o efeito esperado, como no caso de Neymar, na época jogador do Santos, que numa cobrança, o goleiro Lee, então no Vitória não caiu para canto nenhum e pegou a bola sem problemas. O jogador pode também calcular mal a força empregada na bola, como fez o jogador do Cruzeiro, Walter Montillo, cuja cobrança passou sobre o travessão, no clássico contra o Atlético Mineiro.
Outros jogadores famosos já fizeram a cavadinha, que é chamada fora do Brasil de pênalti à la Panenka, em homenagem ao criador da cavadinha.

#### Em Copas do Mundo
Na final da Copa do Mundo de 2006, na Alemanha, o francês Zinedine Zidane cobrou sua penalidade na final assim.
Na Copa do Mundo FIFA de 2010, na África do Sul, Sebastián Abreu converteu um pênalti que classificou o Uruguai na semifinal, vencendo a seleção de Gana, após cobrar uma cavadinha.